# Ligia boninensis
Ligia boninensis là một loài chân đều trong họ Ligiidae. Loài này được Nunomura miêu tả khoa học năm 1979.